# Hamvai P.G.
Hamvai P.G., polgári nevén Hamvai Péter Lóránd (Budapest, 1976. június 20. –) magyar lemezlovas, zeneszerző, zenei producer.

## Élete
Általános iskolai tanulmányait befejezően, egy faipari szakközép iskolában folytatta. Ezt elvégezvén 1993-ig asztalosként dolgozik. Később mint ifjúsági táborvezető-felügyelő, valamint szórólapterjesztő, a SKYLIGHT nevű cégnél tevékenykedik és itt kerül kapcsolatba az elektronikus zenével, a cég vasárnapi ifjúsági rendezvényein.

## Pályafutása
- 1994: A SKYLIGHT körében megrendezett házibulin először állt lemezjátszók mögött, mint Dj.
- 1995 tavasz: Bárány Attila felkéri, hogy dolgozzon vele és igent mond.
- 1995 nyár: Első munkái közösen Bárány Attilával a DEXION-ban és a PALACE-ban.
- 1995 ősz: Péntek esténként az AZTÉK-ban és szombatonként az EXCALIBUR-ban lép fel.
- 1996: Dj Gömbi-ként zenél tovább.
- 1997: Minden pénteken és szombaton a COLOSSEUM MASH DANCE nevű szórakozóhelyen játszik.
- 1997. nyár: CLUB PANORÁMA (Balatonalmádi)
- 1997. ősz: E-PLAY, minden szerda és péntek estére.
- 1997. tél: UNDERGROUND CAFE – Első önálló, egész estés munkája minden szombaton.
- 1998-1999. nyár: ÁTRIUM MUSIC CLUB (Balatonfüred).
- 1998. ősz: UNDERGROUND és MEDUZA szombatonként, pénteken E-PLAY.
- 1999 eleje: Szerdánként MEDUZA és péntekenként DOKK
- 1999. tél: Első önálló estéi a FACE-ben, péntekenként a pedig a DOKK-ban.
- 2000. tél: Minden szombaton egyedüli rezidensként lép a lemezjátszók mögé a HOME CLUB-ban. Név váltás: Hamvai P.G. -ként zenél tovább.
- 2001. nyár: A hét minden napján játszik a FLÖRT-ben, továbbá minden szerdán ÁTRIUM MUSIC CLUB-ban (Balatonfüred).
- 2001. ősz: Megnyitja első önálló szórakozóhelyét barátaival a WATERGATE-et. Itt minden pénteken és szombaton játszik.
- 2001. tél: Minden csütörtök, péntek és szombat a HOME CAFÉ-ban zenél. Megszületik a 69 PARTY ötlete, amely Bakis Jován, Bárány Attila, a club tulajával valósítanak meg. A jubileumi tizedik 69 PARTY-ra kibocsátott promo CD-t ő válogatta és mixelte.
- 2002 nyara: BEACH BAR szerda, csütörtök, péntek, szombat, keddenként pedig COCA-COLA BEACH HOUSE(Siófok). Magyarországon először bevezetik a WHITE PARTY-t, majd a nyár végén kibocsátásra kerül az általa mixelt promo cd – a beach bar kedvenceivel -, amely a REMEMBERS OF 2002 SUMMER nevet kapja.
- 2002. tél: A BED rezidense, ahol 6 lemezjátszóról szórakoztatja a vendégeit minden második hét szombatján.
- 2003. február: A Roxy rádió megkeresésére belép az igen neves ROXY-DJ-k táborába, ezáltal minden hétfőn délután 4-től 5-ig a mixeli a kedvenc zenéit. Később több fellépési lehetőséget is kap a rádiótól, mint lemezlovas (ROXY SZÜLINAPI BULI A PALACE-BAN, SPORTSZIGET, BUDAPEST PARÁDÉ, stb).
- 2003. tavasz: Újra a BED rezidense minden szombaton egészen a májusi záró buliig.
- 2003. nyár: Egész nyáron, minden pénteken a CAFÉ DEL RIO és minden pénteki és szombati napon a BED BEACH rezidense.
- 2003. augusztus: Tisztázatlan körülmények között leég a BED BEACH és odavész az összes (1300 db) bakelit lemeze, ekkor áll át a cd-re.
- 2003. szeptember: Újra kinyitja kapuit a BED, ahol kéthetente szombaton ismételten, mint házigazda veszi ki szerét az estékből. Minden péntek KÖZGÁZ PINCE CLUB.
- 2003. október: Megjelenik az első hivatalos mixlemeze a WELCOLME TO THE BED.
- 2003. tél: Minden csütörtökön members club a MOULIN ROUGE-ban lép fel.
- 2004. február: Mint DJ és MC szerepet kap SCHOBERT NORBI új műsorában a TV2-n. Innentől kezdve minden vasárnap és hétfőn a WELLNESS HATÁROK NÉLKÜL című műsorban játssza a kedvenc zenéit.
- 2004. április: A ROXY-ban innentől nem csak délután 4-től 5-ig, hanem este 10-től 11-ig is szólnak a mixei minden hétfőn.
- 2004. nyár: A BED BEACH és a CAFÉ DEL RIO rezidense. Emellett minden hétfőn fellép MIXDOWN néven két bármixerrel és Magonyi L. társaságában a COCA-COLA BEACH HOUSE-on.
- 2004. ősz: BED és a HOME CLUB rezidense, péntekenként a DOKK CLUB-ban játszik fél estéket. Később télre beköltözik a CAFÉ DEL RIO a KÖZGÁZ PINCÉBE és ott tölti a pénteki esték második felét.
- 2004. november: Megjelenik második hivatalos mixlemeze „HAMVAI.P.G.002 I’M YOUR D.J.” címmel, rajta első saját nótája, melynek címe: DISHARM PIANO, amit a NIGHTWORKZ-el közösen készített. Minden csütörtökön a MOULIN ROUGE-ban játszik. A hónap végére megjelenik a boltokban a NORBI-val közös tv műsorukhoz csatlakozó mixlemez a MUSIC UPDATE, ez a harmadik hivatalos mixalbuma.
- 2004. tél: Megjelenik egy általa készített mixalbum, a FLYERZ magazinhoz csatolva, ez a lap első mixlemeze, ami a COOL SEXY HOT & MORE címet viseli; hazánkban még ekkora példányszámban semmilyen lemez nem jelent meg (140000db). Ez egyben a negyedik hivatalos korongja. A megjelenéssel egy időben megrendezésre kerül az első FLYERZ PARTY az EVENTS HALL-ban, ahol egész este játszik LaCora warmup-ja után.
- 2005 eleje: Megkeresi HAUBER ZSOLT, hogy írjanak együtt közösen zenéket, ennek első gyümölcse „A VÁGY KAPUJA” , ami maxi cd formában meg is jelenik, ugyanúgy, mint eddigi mixalbumaim C.L.S. kiadó gondozásában. A kiadója jóvoltából megkezdi első ORSZÁGOS TURNÉ-ját.
- 2005. nyár: Szerdánként CITADELLA GARDEN, csütörtökönként BUDDHA BEACH, péntekenként PALACE SIÓFOK, és egész estés modern tánczenei estek minden szombaton, valamint havonta egyszer szerdán a WHITE PARTY-kon a BED BEACH-en. Közben felkeresi KARÁNYI, hogy zenéljenek együtt, meg is születik első közös dalunk, a WELCOLME TO THE LIGHT. Elkészül második daluk HAUBER ZSOLTTAL, melynek „A VILÁG VÉGÉN” a címe. Sorra tesznek eleget a remix felkéréseknek VEKONYZ-zal(FRESH, GAABRIEL, CHIP, EMILIO, NÁKSI & BRUUNER, SHANE54, KARÁNYI D.) és elkészülnek első bootleg-jeik is. Elindítják lemezlovas-iskolájukat (LACORA, MAGONYI L., HAMVAI P.G.) MIXDOWN néven, amely elvégzése után –a szakmában egyedülálló módon- ad szakképesítést. Júniusban megrendezésre kerül a FLYERZ magazin második party-ja, amin ugyanúgy, mint az előzőn LACORA-val együtt játszanak egész este a BED BEACH-en. A partyn megjelenik a 2. FLYERZ CD (50000 példányszámban), a mixalbum címe: FLYNIGHT.
- 2005. szeptember: Kéthetente szombaton BED, minden pénteken pedig DOKK.
- 2005. október: Egy nézeteltérés miatt, felbontják szerződésüket és továbbiakban nem zenélnek ez eddigi rezidens helyeiken. Felmond a Roxy rádióban több Dj társával együtt.
- 2005. november: Társtulajdonosként kinyitja a MOULIN ROUGE-t és ott játszik minden szerdán és péntek este. Továbbá hónap utolsó szombatján játszik Magonyi L-lel saját elnevezésű T.G.M.T. partyjukon az INSIDE-ban. A hónap végén megjelenik negyedik hivatalos mixlemeze a C.L.S. kiadó gondozásában, a mix címe: D.I.S.C.O. A lemez sikerének köszönhetően minden szombaton járja az ország klubjait a korong bemutató turnéval.
- 2005. december: Egy érdekegyeztetés után, a csapat (Dj Bárány A, Dj Junior, Dj Jován, Dj Lauer, Dj Danny L, Dj Soneec, Dj Antonio, és Hamvai P.G.) összerakását követően indul a RÁDIÓ 1-en, a minden este nyolctól éjfélig tartó modern tánczenei műsoruk, DISCO*SHIT néven (ahol minden kedden van adásban).
- 2005. szilveszter: A KÖZGÁZ AULÁJÁBAN játszik a RÁDIÓ 1 szilveszteri party-ján, egész este a nagyteremben, egyedül. A rendezvényen közel 7000-en jelentek meg.
- 2006. február: Minenntől minden második kedden Székesfehérváron, a WEST-ben játszik.
- 2006. nyár: Minden szerdán, pénteken és szombaton játszik a CAFÉ DEL RIO-ban, közben ezek mellett járja az országot (a BÁZIS klubokban és a PALACE-ban rendszeresen játszik). A CAFÉ DEL RIO 5. születésnapjára kibocsátott mixlemezt (10000 db) ő mixeli, tovább a Budapest Parádén a RÁDIÓ 1 és a TV2 kamionján pörgeti a kedvenceit.
- 2006. szeptember: Péntekenként beköltözik a SCHOOL CLUB-ba, MR KAUFER-rel és T.G.M.T. TRAINING néven tartják az esti bulikat. Tulajdonos társával kiszáll a MOULIN ROUGE-ból és megkezdik egy új club, a SENSATION előreklámját és építését, ennek keretein belül turnéval járja az ország azon klubjait.
- 2006. december: Megnyitja második klubját a SENSATION-t. Kettő hetente szombaton az országjáró turné mellett, egész este MR. FISH-sel, LACORA-val és DJ JUNIOR-ral, mint rezidens pörgeti itt a kedvenceit. Játszik az extra party-kon is (TOPMODELL SENSATION, BLACK SENSATION, FASHION SENSATION).
- 2006. szilveszter: Másodszor játszik a KÖZGÁZ AULÁJÁBAN az ország legnagyobb szilveszteri party-ján, egész este a nagyteremben DJ JUNIOR-ral. A rendezvényen közel 7000-en fordultak meg.
- 2007. május: Megnyitja barátaival az első bárját a WEST END CITY CENTER tetőteraszán, B-PLAN néven.
- 2007. nyár: A nyár folyamán minden szerdán és pénteken a CAFÉ DEL RIO-ban játszik, a hét többi napján járja az ország azon klubjait, ahova köti a szerződése.
- 2019. ősz: letartóztatják majd kitoloncolják az USA-ból[2]

## Diszkográfia (2001-től)

### Mixlemezek (hivatalos)
- 2003: WELCOME TO THE BED
- 2004: I’M YOUR D.J
- 2004: NORBI MUSIC UPDATE
- 2005: D.I.S.C.O.

### Mixlemezek (promo/flyers)
- 2001: 69 PARTY
- 2002: REMEMBERS OF 2002 SUMMER
- 2004: COOL SEXY HOT & MORE
- 2005: FLYNIGHT
- 2006: CAFÉ DEL RIO 5. SZÜLETÉSNAPI MIXLEMEZ
- 2008: PURE HAMVAI
- 2008: SENSATION
- 2008: PLAY
- 2009: HUNGARIAN HOUSE ALLSTARS
- 2012: TOP OF THE CLUBS

### Maxi CD-k
- 2005: A vágy kapuja
- 2009: Freedom
- 2009: Sleepless Nights In My Bed

### Saját számok
- 2005: A vágy kapuja (Hauber Zsolttal)
- 2005: A világ végén (Hauber Zsolttal)
- 2008: Summer Vibe (A The Flamemakersszel)
- 2008: Feel Myself (Roberto Winnyvel)
- 2009: S.N.I.M.B

### Remixek
- 2008: Dj Pearl Feat. Jeremy Carr – Sexy Girl 2008 (Közreműködve Roberto Winny-vel)